# James N. Davidson
James N. Davidson (* 1964) ist ein britischer Althistoriker.

## Leben
James N. Davidson studierte an der University of Oxford und der University of Columbia Alte Geschichte und war anschließend Research Fellow am Trinity College in Oxford, wo er 1997 mit der Arbeit Courtesans and Fishcakes. The Consuming Passions of Classical Athens promovierte. In diesem Werk untersuchte er das Alltagsleben in der antiken Metropole. Es wurde in zahlreiche andere Sprachen übersetzt, darunter auch ins Deutsche. Anschließend wechselte er an die University of Warwick. Seine Forschungsschwerpunkte sind die altgriechische Sozial- und Kulturgeschichte, die griechische Geschichtsschreibung, Polybios, die Kinderopferungen, die öffentlichen Gasthäuser und die sagenhafte Figur Dido. Er schreibt regelmäßig Artikel für The London Review of Books, The Guardian, The Daily Telegraph und The Sunday Times.
2010 wurde Davidson mit dem Lambda Literary Award in der Kategorie LGBT Nonfiction für The Greeks and Greek Love ausgezeichnet.

## Schriften
- Consuming passions. Appetite, addiction and spending in classical Athens. University of Oxford, Oxford 1994.
- Courtesans & fishcakes. The consuming passions of classical Athens. HarperCollins, London 1997, ISBN 0-00-255591-3.
  - Kurtisanen und Meeresfrüchte. Die verzehrenden Leidenschaften im klassischen Athen. Siedler, Berlin 1999, ISBN 3-88680-651-0.
- One Mykonos. Profile Books in association with London Review of Books, London 1999, ISBN 1-86197-125-7.
- The Greeks and Greek Love. A radical Reappraisal of Homosexuality in Ancient Greece. Weidenfeld & Nicolson, London 2007, ISBN 978-0-297-81997-4.